# 羯徒毘璐薫'狼琉
「羯徒毘璐薫'狼琉」（かっとびロックンロール）は、1981年6月23日に発売された横浜銀蝿の3枚目のシングル。発売元はキングレコード。

## 収録曲
1. 羯徒毘璐薫'狼琉（3分13秒）
  - 作詞：翔／作曲：Johnny／編曲：タミヤヨシユキ
2. D.J.Rock'n Roll-2（横浜銀蝿只今参上! ザ・ベストテン昭和56年5月8日放送分）（6分20秒）
  - 作詞／作曲／編曲：横浜銀蝿
  - ゲスト：嶋大輔、リサ
  - アルバム『ぶっちぎりII』収録の「D.J.Rock'n Roll」の続編。サブタイトルは『ザ・ベストテン』のパロディである。

## 収録アルバム
- ぶっちぎりベストコレクション（1982年12月21日）
- ぶっちぎり総集編 壱（2000年4月21日）
- ぶっちぎりBest Vol.1～シングルセレクション。（2005年5月18日）

## 補足
現在、福岡市の博多を中心に方言として使われている「バリ」という言葉は、横浜銀蝿の「羯徒毘璐薫'狼琉」で使われる“バリバリ”が引用され広まったとされる。

福岡吉本芸人のザ・ローリングモンキーカツキの父が青年だった1981年当時、横浜銀蝿のファンだった。福岡の大濠公園でロックンロールを踊る若者のかっこよさに「バリバリカッコいい」と言葉を広めたのがきっかけで、ボーカルの翔からも「バリを広めたのは君だ！」とお墨付きをもらったという。
歌詞にある「とばせLOW　スピンをきめて、とばせSECOND　レッドにぶっこめ、とばせTHIRD　まだまだふめるぜ、とばせTOP　メーターふりきれ」は、ビーチ・ボーイズが1964年に発表した曲リトル・ホンダの歌詞「First gear, it's all right　Second gear, I'll lean right　Third gear, hang on tight　Faster, it's all right」へのオマージュと思われる。